# Cnecomymar pauperatus
Cnecomymar pauperatus är en stekelart som beskrevs av Dmitriy Alekseevich Ogloblin 1963. Cnecomymar pauperatus ingår i släktet Cnecomymar och familjen dvärgsteklar. Inga underarter finns listade i Catalogue of Life.